# Liga Departamental de Fútbol de Rivera
La Liga Departamental de Fútbol de Rivera es la representante del sector Rivera Capital en la confederación del Litoral Norte, dentro de la Organización del Fútbol del Interior de Uruguay (OFI).
Fue fundada el 13 de marzo de 1913 como “Liga de Foot-Ball de Rivera”, pasando a su denominación actual en 1921, aunque mantuvo, por muchos años, la palabra “Foot-Ball” en inglés. Su primer presidente fue Carlos Gamba.
Si bien el nombre oficial hace alusión al carácter departamental, esto no es así, ya que solamente incluye a clubes de la ciudad capital del departamento y, en algún caso puntual, de la vecina Santana do Livramento. Dejando por fuera a las ligas del Sector Interior; Tranqueras, Vichadero y Minas de Corrales.
La Liga es la responsable por la organización del Campeonato Rivera en sus categorías: Mayores, Sub-20, Sub-17, Sub-15, Sub-14 y, recientemente, se han sumado las categorías Mayores y Sub-16 de Fútbol Femenino.
Además, es responsable por la gestión y participación de las selecciones locales en los campeonatos de OFI.

## Historia

### Antecedentes
La primera competición de Fútbol que hubo en la ciudad de Rivera fue la “Copa La France” en el año 1909. La misma fue organizada por la revista homónima y contó con la participación de equipos uruguayos y brasileños. Su primer campeón fue el 14 de Julho de Livramento, que fue protagonista de la novel liga en sus primeras ediciones.

### Pioneros
El Decano del Fútbol riverense de manera oficial es el Lavalleja Atlético Club, fundado el 19 de abril de 1908, pero el primer partido de Fútbol realizado en la ciudad data de 1902 entre titulares y suplentes del Juventud Riverense Foot-ball Club.
La primera liga de fútbol de la frontera, creada en 1909 estuvo integrada por 10 equipos y contó, entre otros, con la participación de las escuadras de: Uruguayo, 14 de Julho, Lavalleja, Tabaré, Nacional, Rivera e Imperial.
Los primeros campos de juego de la ciudad estuvieron en las actuales: Plaza Flores, Plaza Internacional, Corralón Municipal y el estadio, conocido en aquel entonces como “Field Municipal”.

## Estadio
El principal recinto deportivo es el Estadio municipal Atilio Paiva Olivera, propiedad de la Intendencia Departamental de Rivera (IDR). Fue inaugurado en 1927 y reformado para la disputa de la Copa América de 1995.
Para el 2024 el recinto pasó por importantes remodelaciones en su infraestructura de modo general.
Su capacidad actual es de 27.135 espectadores y es utilizado tanto por las selecciones como por los clubes locales.

## Separación con Livramento
Desde la fundación oficial, nunca hubo un torneo que integrara de forma real a riverenses y santanenses. Si bien muchos atletas se desempeñaron a lo largo de la historia en ambos lados de la frontera, defendiendo a diferentes instituciones, los equipos más tradicionales de Santana do Livramento, como 14 de Julho, Grêmio Santanense, Armour y Fluminense-RS, participaban únicamente del Campeonato Citadino y otras competiciones organizadas por la Federação Gaúcha de Futebol.
Esta división se mantiene hasta la actualidad, pero con alguna salvedad, ya que en los últimos años se ha sumado el Desportivo Colina de Livramento a la actividad de la liga de Rivera.
A pesar de que el Campeonato Citadino no se disputa desde 1988, los clubes santanenses siguen participando en certámenes amateurs dentro de su municipio y, cada tanto, de forma regional en Rio Grande do Sul.

## Selección de Rivera
La selección de Rivera, conocida como “La Celeste del Norte”, es el representativo local en las competiciones de OFI.
Sus primeras apariciones datan de 1912, disputando torneos con la Selección de Tacuarembó, con quien hasta la actualidad posee gran rivalidad y protagonizan el denominado “Clásico del Norte”.
En 1928, gracias al aporte realizado por la sociedad riverense de 4 mil pesos (la más alta del país), para financiar el viaje de la selección uruguaya a Ámsterdam a defender el título Olímpico logrado en 1924, la Asociación Uruguaya de Fútbol (AUF) le otorgó a Rivera el derecho de usar su atuendo oficial. En abril de 1929, se realizó un partido histórico en la ciudad, entre la selección olímpica y el seleccionado de Rivera.
El combinado tuvo buenos resultados en sus primeros años, logrando 4 títulos nacionales; sin embargo, la falta de organización y nivel competitivo de la liga le ha quitado protagonismo en los últimos años.

### Títulos más importantes de la Selección de Rivera

#### Nacionales (a nivel interior)
- Copa Bruzzone (1): 1946 (campeonato en conjunto con AUF)
- Campeonato de Selecciones de OFI (3): 1968, 1973, 1985 (además de 7 vicecampeonatos)
- Juveniles (1): 1984 (en Sub-19).

#### Regionales
- Norte/ Noreste (22): 1926, 1928, 1941, 1945, 1952, 1953, 1955, 1957, 1962, 1967, 1968, 1969, 1970, 1973, 1974, 1975, 1976, 1980, 1984, 1987, 1989, 2004.
- Litoral (2): 1993, 2022

#### Departamentales
- Copa Confraternidad Deportiva (Rivera) (1): 2007.
- Juveniles Copa Confraternidad Deportiva (Rivera) (1): 2007.

## Participación de equipos riverenses en OFI
Producto de la ya mencionada poca organización, los clubes riverenses tampoco han tenido grandes participaciones a nivel de OFI. Las ligas de Rivera, Mercedes y Durazno son las únicas de sectores capitales sin títulos dentro de la Organización.
La campaña más destacada fue la del vicecampeonato de Frontera Rivera Chico, logrado en 1995, donde cayó derrotado en la final con el Porongos de Flores. Dicha posición le valió a los “Rojos de Cuaró” la clasificación para disputar la Liguilla Pre-Libertadores de ese año. Si bien tuvieron un auspicioso debut, derrotando en pleno Estadio Centenario al River Plate montevideano por 3-0, luego los resultados no acompañaron, y el conjunto norteño finalizó en la última posición.

## Participación de equipos riverenses a nivel profesional (AUF)
Frontera Rivera
La buena campaña de la temporada anterior animó a los dirigentes del Club Social y Deportivo Frontera Rivera Chico, que en 1996 solicitaron su afiliación a la Asociación Uruguaya de Fútbol. La petición fue aceptada y el equipo disputó, por primera vez, el Campeonato Uruguayo de Segunda División Profesional en 1997.
Luego de un mal torneo, y ante la posibilidad de no continuar en el profesionalismo, una reestructuración en la personería jurídica del club da lugar al nacimiento de Frontera Rivera Fútbol Club, el 28 de noviembre de 1997.
En 1998, el equipo vuelve a disputar el certamen de “la B”, pero con otro resultado, ya que, luego de un partido desempate ante Deportivo Maldonado, hace historia en el fútbol uruguayo, transformándose en el primer equipo del interior del país en ascender deportivamente a la Primera División de Uruguay.
En la temporada de 1999, se da el debut de Frontera en el círculo de privilegio del fútbol nacional; lo acompañaron otras tres instituciones del interior (Deportivo Maldonado, Paysandú Bella Vista y Tacuarembó), aunque en estos tres casos, sus ingresos se dieron por licitaciones. Los rojos lograron un auspicioso 9° lugar (en 15) producto de: 30Pts / 8PG / 6PE / 14PP.
Para la temporada 2000, no volvió a repetir los méritos deportivos y, en un campeonato marcado por polémicos fallos arbitrales, Frontera terminó jugando la promoción ante Fénix, lo que le valió el descenso a la Segunda División.
Por problemas institucionales, económicos y hasta judiciales, el equipo no pudo disputar el campeonato de la Segunda División Profesional 2001. Se retiró de las competiciones de AUF y se reincorporó a la liga de Rivera.
Rivera Livramento FC
El 28 de enero de 2002, nace el Rivera Livramento Fútbol Club, de la asociación de cinco clubes fronterizos: Vichadero, Huracán, Lavalleja, Ansina y el Fluminense-RS. Nació para sustituir al Frontera Rivera, que era el representante riverense en el fútbol profesional, pero había dejado de participar por los problemas antes mencionados.
La camiseta era mitad celeste y mitad amarilla, representando la unión de las casacas de Uruguay y Brasil.
Desde su origen, el club se vio envuelto en diversas polémicas institucionales, lo que derivó en su corto pasaje por AUF. Compitió dos temporadas en la Segunda División Profesional, logrando el 11° puesto en 2002 y el 19° (último) en 2003.
¿Renacer?

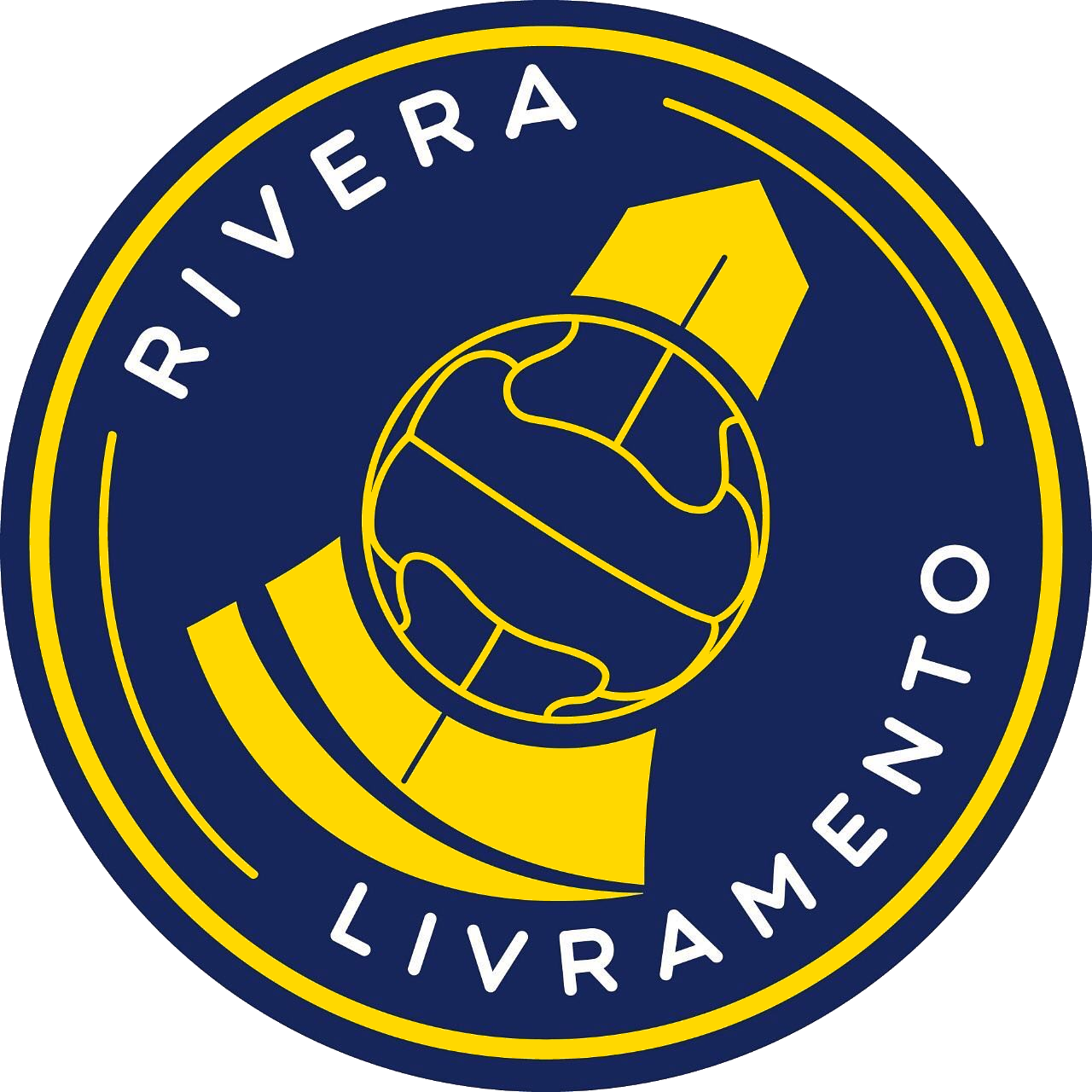
Nuevo escudo RLFC

La aparición de las Sociedades Anónimas Deportivas (SAD) con fuerza en los últimos años del fútbol uruguayo, sumado a un nuevo estatuto en AUF, que le da más protagonismo al fútbol del interior dentro de la Asociación, ha hecho que varias instituciones de tierra adentro vuelvan a competir en la órbita de esta.
Para las temporadas 2020 y 2021, ambos clubes riverenses estuvieron pujando para volver al fútbol de AUF, pero no tuvieron éxito.
En el 2024, se confirma el tan ansiado regreso de Frontera al fútbol de AUF para competir en la Primera División Amateur (3.ª categoría). Esto se dio mediante la asociación del club con empresarios estadounidenses, propietarios del New York Renegades que compite en la UPSL de los Estados Unidos. Estos se hicieron cargo de parte de la deuda que el equipo poseía en AUF y la transformación de la asociación civil a una sociedad anónima deportiva.

## Clubes de la LDFR
| Equipo                | Ciudad     | Cancha                                                  | Fundación                 | Títulos | Situación   |
| --------------------- | ---------- | ------------------------------------------------------- | ------------------------- | ------- | ----------- |
| Oriental              | Rivera     | Parque Alberto y Elías Bouchacourt                      | 1 de abril de 1917        | 23      | Afiliado    |
| Peñarol               | Rivera     | Parque Pedro Maciel                                     | 26 de febrero de 1921     | 22      | Afiliado    |
| Lavalleja             | Rivera     | Parque Deportivo Pedro Esteves                          | 19 de abril de 1908       | 21      | Afiliado    |
| Sarandí Universitario | Rivera     | Estadio 27 de Octubre (Complejo Bernardino Freitas)     | 27 de octubre de 1947     | 12      | Afiliado    |
| Frontera Rivera Chico | Rivera     | Canchas en Quintas al Norte y Parque Gran Bretaña       | 23 de septiembre de 1973* | 8       | Afiliado    |
| Huracán               | Rivera     | Parque Carlos Serón                                     | 16 de marzo de 1942       | 7       | Afiliado    |
| Cuñapiru              | Rivera     | Regimiento de Caballería N.º 3                          | 12 de octubre de 1956     | 5       | Afiliado    |
| Artigas               | Rivera     | Parque Deportivo Raúl Quinteros                         | 19 de junio de 1928       | 4       | Afiliado    |
| Nacional              | Rivera     | Cancha Club Nacional de Football                        | 30 de noviembre de 1949   | 2       | Desafiliado |
| Bola Ocho             | Rivera     | No tiene                                                | 22 de enero de 2015       | 0       | Afiliado    |
| Charrúas              | Rivera     | No tiene                                                | 14 de noviembre de 2018   | 0       | Afiliado    |
| Rivera Wanderers      | Rivera     | No tiene                                                | 4 de septiembre de 1960   | 0       | Desafiliado |
| Plaza Carreta         | Rivera     | No tiene                                                | 11 de junio de 1946       | 0       | Afiliado    |
| Ansina                | Rivera     | No tiene                                                | 6 de marzo de 1966        | 0       | Afiliado    |
| Sportivo Ferro Carril | Rivera     | No tiene                                                | 5 de agosto de 1957       | 0       | Afiliado    |
| Rampla Juniors        | Rivera     | Cancha de Rampla                                        | 16 de marzo de 1944       | 0       | Afiliado    |
| Centenario            | Rivera     | No tiene                                                | 12 de abril de 1969       | 0       | Desafiliado |
| Cerro                 | Rivera     | No tiene                                                | 30 de abril de 1951       | 0       | Desafiliado |
| Escuela AABB****      | Livramento | Utilizaba el estadio João Martins (14 de Julho)         | 1 de enero de 2010        | 0       | Desafiliado |
| Unión                 | Rivera     | No tiene                                                | 23 de junio de 1943       | 0       | Desafiliado |
| Guaraní               | Rivera     | No tiene                                                | 18 de septiembre de 1953  | 0       | Desafiliado |
| Mandubí               | Rivera     | Brigada de Caballería N.º 1                             | 22 de mayo de 1977        | 0       | Desafiliado |
| Chacarita             | Rivera     | No tiene                                                | 26 de enero de 1956       | 0       | Desafiliado |
| Boulevard             | Rivera     | No tiene                                                | 12 de octubre de 1993**   | 0       | Desafiliado |
| Progreso              | Rivera     | No tiene                                                | 25 de agosto de 1947      | 0       | Desafiliado |
| Nacional***           | Tranqueras | Utiliza el estadio municipal Euclides Silva Bittencourt | 9 de junio de 1941        | 0       | Afiliado    |

*Fecha de la fusión entre el Club Social Rivera Chico (1932) y el Club Atlético Fronteras (1944).
**Fecha de la fusión entre el Club Boulevard y el Club Lagos del Norte.
***Se transfirió de la Liga de Tranqueras a la de Rivera en la temporada 2024.
****Participó con un equipo Sub-23, que servía de filial del EC 14 de Julho, mientras éste tenía activo su fútbol profesional en la Federação Gaúcha.

## Títulos por edición del Campeonato Rivera de Primera División de la Liga Deptal de Fútbol
| Edición | Campeón       |      | Edición                                | Campeón |                       | Edición | Campeón               |  | Edición | Campeón |
| 1913    | Lavalleja     | 1941 | Oriental                               | 1969    | Fronteras             | 1997    | Oriental              |  |         |         |
| 1914    | No se disputó | 1942 | Oriental                               | 1970    | Artigas               | 1998    | Sarandí Universitario |  |         |         |
| 1915    | No se disputó | 1943 | Huracán                                | 1971    | Lavalleja             | 1999    | Oriental              |  |         |         |
| 1916    | Lavalleja     | 1944 | Huracán, Lavalleja, Oriental y Peñarol | 1972    | Peñarol               | 2000    | Cuñapirú              |  |         |         |
| 1917    | No se disputó | 1945 | Lavalleja                              | 1973    | Oriental              | 2001    | Peñarol               |  |         |         |
| 1918    | No se disputó | 1946 | Lavalleja                              | 1974    | Peñarol               | 2002    | Oriental              |  |         |         |
| 1919    | No se disputó | 1947 | Fronteras                              | 1975    | Peñarol               | 2003    | Cuñapirú              |  |         |         |
| 1920    | No se disputó | 1948 | Lavalleja                              | 1976    | Cuñapirú              | 2004    | Nacional              |  |         |         |
| 1921    | No se disputó | 1949 | Lavalleja                              | 1977    | Peñarol               | 2005    | No finalizó           |  |         |         |
| 1922    | No finalizó   | 1950 | Huracán                                | 1978    | Peñarol               | 2006    | Sarandí Universitario |  |         |         |
| 1923    | Peñarol       | 1951 | Huracán                                | 1979    | Lavalleja             | 2007    | Sarandí Universitario |  |         |         |
| 1924    | Oriental      | 1952 | Peñarol                                | 1980    | Frontera Rivera Chico | 2008    | Lavalleja             |  |         |         |
| 1925    | No finalizó   | 1953 | Fronteras                              | 1981    | Sarandí Universitario | 2009    | Lavalleja             |  |         |         |
| 1926    | Lavalleja     | 1954 | Oriental                               | 1982    | Peñarol               | 2010    | Lavalleja             |  |         |         |
| 1927    | Lavalleja     | 1955 | Oriental                               | 1983    | Cuñapirú              | 2011    | Peñarol               |  |         |         |
| 1928    | Lavalleja     | 1956 | Sarandí Universitario                  | 1984    | Oriental              | 2012    | Sarandí Universitario |  |         |         |
| 1929    | Oriental      | 1957 | Sarandí Universitario                  | 1985    | Nacional              | 2013    | Peñarol               |  |         |         |
| 1930    | Oriental      | 1958 | Oriental                               | 1986    | Sarandí Universitario | 2014    | Peñarol               |  |         |         |
| 1931    | Oriental      | 1959 | Lavalleja                              | 1987    | Cuñapirú              | 2015    | Sarandí Universitario |  |         |         |
| 1932    | Lavalleja     | 1960 | Huracán                                | 1988    | Título Desierto       | 2016    | Peñarol               |  |         |         |
| 1933    | Oriental      | 1961 | Huracán                                | 1989    | Sarandí Universitario | 2017    | Peñarol               |  |         |         |
| 1934    | Peñarol       | 1962 | Oriental                               | 1990    | Sarandí Universitario | 2018    | Peñarol               |  |         |         |
| 1935    | Lavalleja     | 1963 | Fronteras                              | 1991    | Oriental              | 2019    | Peñarol               |  |         |         |
| 1936    | Lavalleja     | 1964 | Oriental                               | 1992    | Oriental              | 2020    | Huracán               |  |         |         |
| 1937    | Lavalleja     | 1965 | Oriental                               | 1993    | Sarandí Universitario | 2021    | Artigas               |  |         |         |
| 1938    | Artigas       | 1966 | Oriental                               | 1994    | Frontera Rivera Chico | 2022    | Peñarol               |  |         |         |
| 1939    | Peñarol       | 1967 | Fronteras                              | 1995    | Oriental              | 2023    | Peñarol               |  |         |         |
| 1940    | Lavalleja     |      | 1968                                   | Artigas |                       | 1996    | Frontera Rivera Chico |  | 2024    | Peñarol |

## Palmarés oficial de la Primera División del Campeonato Rivera
| Equipo                | Títulos |
| Oriental              | 23      |
| Peñarol               | 22      |
| Lavalleja             | 21      |
| Sarandí Universitario | 12      |
| Frontera Rivera Chico | 8       |
| Huracán               | 7       |
| Cuñapirú              | 5       |
| Artigas               | 4       |
| Nacional              | 2       |

## Futbolistas destacados
Han sido varios los deportistas que supieron defender a los clubes de la liga, tanto a nivel juvenil, mayor amateur o profesional.
Entre los más destacados se puede mencionar a: Hugo de León, Pablo Bengoechea, Miguel Caillava, Rodrigo Mora, Kelby Oroná, Wilmar Etchechury, Walkir Silva, Oscar Aguirregaray, Brian Rodríguez, Ronald Araújo, Sergio Leal, Pablo Melo, Pablo Munhoz, Laones Galli, Juan San Martín, Miguel Amado, Rubén Morán, Cesilio de los Santos, Damián Rodríguez, Enzo Scorza, Sebastián Rosano, Jonatan Álvez, Próspero Silva, Mauricio Lemos, Walter Ibáñez, Jadson Viera, Álvaro Núñez, Luiz Nunes, Felipe Carvalho, Rubén Paz, Gastón Machado Arcaus, Gastón Machado López, Jonathan Lacerda, Manuel Trinidad, Carlos Wallace, Kevin Ramírez, Rodrigo Viega, Enzo Borges, Caue Fernandes, Robert López, Kevin Lepra, Fernando Lima.